# Shirley Strickland
Shirley Strickland, född 18 juli 1925, död 11 februari 2004, var en australisk friidrottare som tävlade under 1940-talet och 1950-talet i kortdistanslöpning och häcklöpning.
Strickland deltog totalt i tre olympiska spel och vann totalt sju medaljer. 
Hennes första olympiska spel var Olympiska sommarspelen 1948 i London där hon blev bronsmedaljör på både 100 meter och 80 meter häck. Hon deltog även i det australiska stafettlag som slutade på andra plats på 4 x 100 meter efter Nederländerna.
Vid Olympiska sommarspelen 1952 kom hennes första guldmedalj då hon vann 80 meter häck; dessutom blev det ett brons på 100 meter. En ännu större framgång blev Olympiska sommarspelen 1956 där hon försvarade sitt guld på 80 meter häck och dessutom deltog i det stafettlag som blev guldmedaljörer på 4 x 100 meter.
Förutom framgångarna i olympiska spelen vann hon tre guld och två silver vid samväldesspelen 1950. 
Efter den aktiva karriären arbetade hon med det australiska olympiska laget inför OS 1968 och 1976. Hon var även politiskt aktiv för partiet Australian Democrats. Vid invigningen av Olympiska sommarspelen 2000 var hon en av de sista som bar den olympiska elden inne på arenan. 

## Utmärkelser
- Athletics Australia Hall of Fame,  2000
- Victorian Honour Roll of Women,  2001[5]
- Officer av Australienorden,  26 januari 2001[6]
- Olympiska orden
- Riddare av Brittiska imperieorden

[Redigera Wikidata]